# اریش انگلس
اریش انگلز (۱۸۸۹—۱۹۷۱) کارگردان، فیلمنامه‌نویس و تهیه‌کننده آلمانی بود.

## فیلم‌شناسی
میهن عزیز (۱۹۲۹)
اتاق‌های اجاره‌ای (۱۹۳۰)
دیمیتری کارامازوف قاتل (۱۹۳۱)
اسرار اتاق آبی (۱۹۳۲)
طبق دستور شما گروهبان (۱۹۳۲)
پرونده رابرت (۱۹۳۳)
پیتر، پل و نانت (۱۹۳۵)
میوه در باغ همسایه (۱۹۳۵)
تندر، روشنایی و طلوع (۱۹۳۶)
بانوی خاکستری (۱۹۳۷)
به نام مردم (۱۹۳۹)
ریو مرکزی (۱۹۳۹)
دکتر کریپن (۱۹۴۲)
عنکبوت طلایی (۱۹۴۳)
جمعه، سیزدهم ماه (۱۹۴۹)
محاکمه جنایی دکتر جردن (۱۹۴۹)
بانویی در لباس سیاه (۱۹۵۱)
شب بی‌اخلاقی (۱۹۵۳)
سه درخت توس در هیث (۱۹۵۶)
میوه در باغ همسایه (۱۹۵۶)
بیوه‌ای با پنج دختر (۱۹۵۷)
دکتر کریپن زندگی می‌کند (۱۹۵۸)
پدر، مادر و بچه‌های ناز (۱۹۵۸)
البته رانندگان (۱۹۵۹)